# Portugals parlament
Portugals parlament (portugisisk: Assembleia da República) er landets lovgivende forsamling og består af ét kammer. Parlamentet har 230 repræsentanter og mødes i Palácio de São Bento i Lisboa.
Repræsentanterne vælges i 22 valgdistrikter (tilsvarende Portugals 18 distrikter, i tillæg til et for hvert af de to autonome regioner, og to for portugisere bosat udenlands) for perioder på fire år. Portugal har forholdstalsvalg, hvor mandatfordelingen følger D'Hondts metode. Det er stor forskel i størrelsen på valgdistrikterne; og Lisboa-distriktet vælger 48 repræsentanter til parlamentet mens Portalegres vælger to.
Assembleia da República ledes af en parlamentspræsident, som normalt kommer fra parlamentets største parti. Dette er det næsthøjeste offentlige hverv i Portugal efter præsidentposten, og parlamentspræsidenten vil midlertidigt overtage Portugals præsidentpost, hvis præsidenten skulle træde tilbage eller af andre grunde ikke ville kunne varetage sit embede.
Siden 2011 har Assunção Esteves været parlamentspræsident.

## Partier
Partier som på nuværende tidspunkt er repræsenteret i Portugals parlament.
- Venstre blok (BE), Catarina Martins
- Demokratisk Enhedskoalition (CDU), Jerónimo de Sousa
- Socialistisk Parti (PS), António Costa
- Portugals Socialdemokratiske Parti (PSD), Pedro Passos Coelho
- CDS – Partido Popular (CDS–PP), Paulo Portas